# Belina (Słowacja)
Belina (węg. Béna) – wieś (obec) na Słowacji, położona w kraju bańskobystrzyckim, w powiecie Łuczeniec. Pierwsze wzmianki o miejscowości pochodzą z roku 1240. 
Według danych z dnia 31 grudnia 2012, wieś zamieszkiwały 643 osoby, w tym 351 kobiet i 292 mężczyzn.
W 2001 roku rozkład populacji względem narodowości i przynależności etnicznej wyglądał następująco:
- Słowacy – 5,93%
- Czesi – 0,33%
- Romowie – 2,31%
- Rusini – 0,16%
- Węgrzy – 90,44%

Ze względu na wyznawaną religię struktura mieszkańców kształtowała się w 2001 roku następująco:
- Katolicy rzymscy – 95,88%
- Grekokatolicy – 0,16%
- Ewangelicy – 0,16%
- Ateiści – 0,99%
- Nie podano – 1,65%